# 水俣市立葛渡中学校
水俣市立葛渡中学校（みなまたしりつ くずわたりちゅうがっこう）は、かつて熊本県水俣市葛渡にあった中学校。

## 沿革
- 1947年（昭和22年）- 葦北郡水俣町立葛渡中学校創立
- 1956年（昭和31年）- 水俣市立葛渡中学校に改称
- 2011年（平成23年）- 水俣市立久木野中学校と統合し、水俣市立緑東中学校となる。